# Manuela Falorni
Manuela Falorni (Fucecchio, 20 maggio 1959) è un'ex attrice pornografica italiana, spesso menzionata con l'appellativo La Venere Bianca.

## Biografia
La Venere Bianca ha per anni portato avanti una carriera da fotomodella e indossatrice, fino a quando non è passata all'hardcore. Iniziò quindi a esibirsi in giro per l'Italia con alcuni spettacoli di striptease integrale, e conquistando subito un folto numero di fan, da lei meglio denominati "i miei orgasmini" (ispirandosi ai cicciolini di Ilona Staller). Il decollo della sua carriera da pornostar fu facilitato dalla notorietà ricevuta attraverso alcune trasmissioni televisive: lavorò per due anni nella trasmissione Top Club su Rete Mia durante la quale si esibiva nuda. La trasmissione era stata pensata, condotta e realizzata da Amedeo Di Segni che aveva chiamato sulla scena le più importanti star dell'epoca, in collaborazione con Riccardo Schicchi.
Nel contesto della trasmissione, erotica ma molto elegante, la Venere Bianca presentava anche un TG Sex: conduceva nuda, dando news erotiche dal mondo col piglio e la professionalità di una vera giornalista. I consensi ottenuti la spinsero a girare un primo video che ebbe un notevole successo, e diventò quindi una professionista nell'hardcore. Nacque una grande collaborazione con il regista Mario Bianchi e con FM Video, che sfociò in numerose pellicole vincenti. È stata una delle poche pornostar italiane a partecipare al Festival internazionale del cinema erotico di Barcellona, tenutosi nel 2000, con il film hardcore Doom Fighter.
Tuttora in attività, continua ad esibirsi in spettacoli hardcore e in chat-line erotiche televisive. Spettacoli hard a parte, pratica l'hobby della pittura. All'età di 55 anni ha cominciato a dedicarsi al body building partecipando a numerose esibizioni.

## Vita privata
Sposata in prime nozze con il pugile Nino La Rocca, ha generato con lui un figlio, Antonio, affidatole nel 1995 dopo una lunga battaglia legale con l'ex coniuge. Da segnalare, tra gli aneddoti che la riguardano, anche un contenzioso legale con la madre Oriana Marchi, che la riteneva non idonea ad allevare un bambino per la sua attività nel cinema porno: la causa è stata infine vinta dall'attrice. Dopo aver ottenuto il divorzio, Falorni si è risposata con Franco Ciani, musicista e paroliere, ex marito di Anna Oxa, morto suicida il 3 gennaio 2020.
Nel 2005 è uscita la sua autobiografia Di là dal fosso (editore Meiattini), il cui titolo si riferisce a chi vive controcorrente rispetto a un'etica generale. Il suo secondo libro E se andassi in Paradiso (Fandango Libri) è stato pubblicato il 24 febbraio 2010 e racconta il romanzo della sua vita.
Residente a Viareggio, nel 2013 vi ha rilevato un'edicola; in seguito, sempre nella città della Versilia, ha aperto una palestra per sole donne.

## Filmografia

### Filmografia pornografica
- Fatali Orgasmini della Venere Bianca (1993)
- Carmen (1998)
- Donne gatto - Ladre di sesso (1999)
- Doom Fighter (2000)
- Feticismo (2000)
- Manuela: Il Mistero Della Perversione (2000)
- Infoscopate - Linee Perverse (2001)
- Salieri Erotic Stories 2 (2003)
- Delirio (2004)
- Delirio 2: La Fine del Sogno (2004)
- Duchessa Casati (2004)
- Nulla è impossibile (2004)
- Amore e Psiche 1 (2008)
- Amore e Psiche 2 (2008)

### Filmografia tradizionale
- L'uomo samargantico, regia di  Luca Martinelli (2020)